# Leucania stenographa
Leucania stenographa är en fjärilsart som beskrevs av Oswald Beltram Lower 1900. Leucania stenographa ingår i släktet Leucania och familjen nattflyn. Inga underarter finns listade i Catalogue of Life.

## Bildgalleri

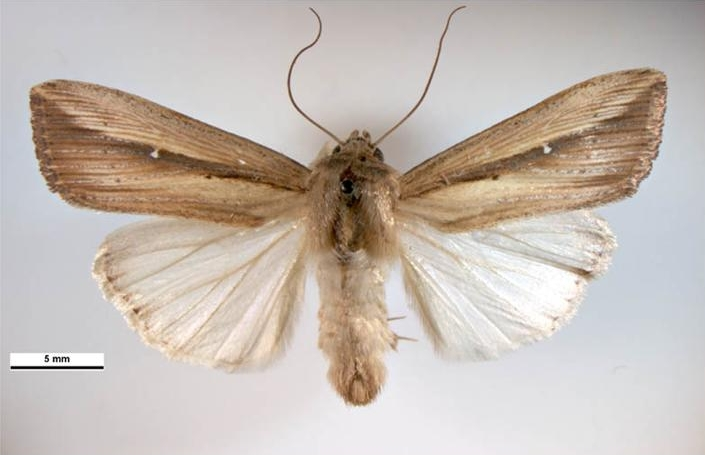
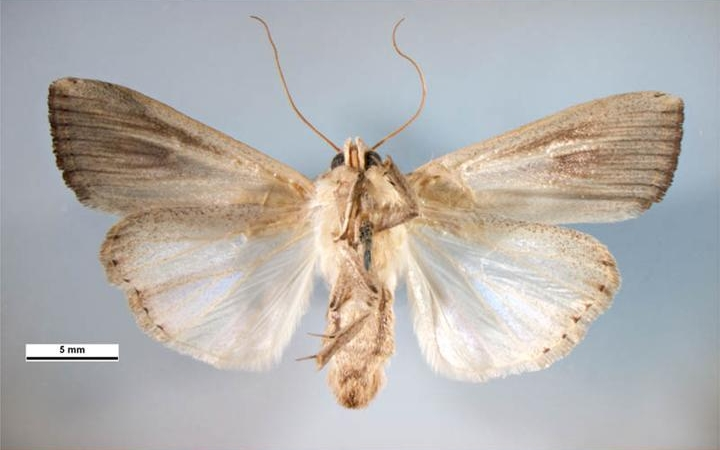